# Tamakeri

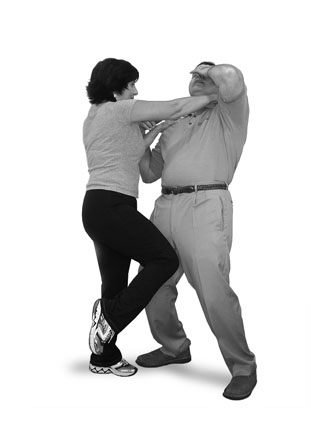
Una mujer dio un rodillazo en la entrepierna de un hombre.

Tamakeri (玉蹴り) (literalmente testículo pateando) o ballbusting es un fetiche sexual y subgénero de BDSM dentro de los testículos de un hombre están maltratados. El género se conocido como ballbusting ("bb" para corto). Tamakeri es la frase japonés, pero está utilizado por muchos personas que no son japonesas para describir medios de comunicación donde personas asiáticas- principalmente mujeres- está lo participando. La dinámica de tamakeri consta de un masoquisto habiendo sus testículos hechos daño por un sádico. El fetiche es popular entre hombres heterosexuales y homosexuales y mujeres. Con el advenimiento de la edad digital, el viewership de este fetiche ha aumentado rápidamente, con al menos 1,269,105 visitantes anuales únicos que visitan sitios web populares. En comunidades de hentai, es a menudo identificado por cualquier "tamakeri", o "crotch_kick".

## Historia

### Primera ola (1990s–2001)
La primera ola de tamakeri/ballbusting sitios web para aparecer en el internet eran Velvet Kick, Tamahimeden (difuntos), Spikey Step, Stardeck9 (difunto) y Femaledom. A menudo tenían vídeo muy pobre calidad, hecho poco dinero, tuvo ninguna parcela o historias, y a menudo gentes mirada media que llevaban máscaras.

### Segunda ola (2002–2005)
La segunda ola en el internet era sitios web como British Bitches (difuntos), Vulneraballs (difuntos), M-Club-Q, Kinkeri.co.jp (difunto), USBBonline (difunto), Goddess-Kicks (difuntos), Ballbusting Universe y Ballbustingworld. Esta era estuvo caracterizada por cámaras y fotografía mejores, según parece valores de producción más alta, la introducción de parcelas o escenarios, mucha gama más alta de armarios, caras destapadas, mejores diseñó sitios web, y contenido prolífico. Los participantes de la segunda ola eran más dispuestos de revelar su identidad sin la necesidad para máscaras, aunque las máscaras eran a menudo todavía utilizó.

### Tercer y ola actual (2006–presente)
El tercio (y actual) ola expande en las formas de ambos el primer y segunda ola, y puede ser dividido a tres categorías básicas: casero, estudios, y sociales. Con el advenimiento de sitios web que anfitriones y vender clips de usuario de vídeo cargado, muchos miles de personas han creado su propios homemade tamakeri vídeos. Mientras estos bajo-costado homemade los vídeos devenían populares a través de un fácilmente accedió outlet, sitios web nuevos emergidos. Esta ola también ha visto varios sitios web qué enfatizar el aspecto social del ballbusting identidad sexual, con foros, charlas, y sitios a correo experiencias personales. Unos cuantos ejemplos de la tercera ola de tamakeri es ClubDom, Ballbustingtube, Ballbustingchicks, clips4sale, kickedinthegroin.ning.com, Scaffies.nl, Tamakeri.nl y ProtectUrNuts.com.

## Causa
La causa es el mismo con cualquier actividad de BDSM que implica el causando de dolor para placer. Durante las actividades, los practicantes pueden sentir endorphins comparables al tan-corredor "llamado alto" o al afterglow de orgasmo. Estos endorphins causa el cerebro interpretar mal este dolor único cuando placer y causar sexual arousal en practicantes. Aun así, está observado que la incorporación de amenazas sádicas y chuts más dolorosos o rodillas a los testículos por la mujer (en heterosexuals) aumenta uno es arousal drásticamente. El poder de sumisión al dominante también puede ser una "vuelta-encima" factor para sadists o a veces masoquistos también. Similar a su plazo de padre, BDSM, pueda tener algunos riesgos si chronically practicó.